# Stateline (Nevada)
Stateline, també referida amb els noms State Line, Lake Tahoe, Lakeside o és una concentració de població designada pel cens al comtat de Douglas a l'estat de Nevada. Segons el cens del 2000 tenia 1.215 habitants.

## Demografia
Segons el cens del 2000 Stateline tenia 1.215 habitants, 510 habitatges, i 246 famílies La densitat de població era de 696,26 habitants per km².
Dels 510 habitatges en un 25,7% hi vivien nens de menys de 18 anys, en un 33,7% hi vivien parelles casades, en un 7,3% dones solteres, i en un 51,8% no eren unitats familiars. En el 36,3% dels habitatges hi vivien persones soles el 9,2% de les quals corresponia a persones de 65 anys o més que vivien soles. El nombre mitjà de persones vivint en cada habitatge era de 2,38 i el nombre mitjà de persones que vivien en cada família era de 3,24.
Per edats la població es repartia de la següent manera: un 24,3% tenia menys de 18 anys, un 8,9% entre 18 i 24, un 35,6% entre 25 i 44, un 23,1% de 45 a 64 i un 8,1% 65 anys o més.
L'edat mediana era de 35,4 anys. Per cada 100 dones hi havia 124,17 homes. Per cada 100 dones de 18 o més anys hi havia 126,04 homes.
La renda mediana per habitatge era de 28.641 $ i la renda mediana per família de 32.167 $. Els homes tenien una renda mediana de 28.309 $ mentre que les dones 20.625 $. La renda per capita de la població era de 16.084 $. Aproximadament el 13,4% de les famílies i el 12,7% de la població estaven per davall del llindar de pobresa.

## Poblacions properes
El següent diagrama mostra les poblacions més properes.